# 4-й добровольчий Галицький полк СС
4-й добровольчий Галицький полк СС — німецький поліцейський полк СС, сформований 5 липня 1943 року з українських добровольців, які не були допущені за станом здоров'я чи фізичного стану до служби у 14-й гренадерській дивізії СС. Розформовано 9 червня 1944 року.

## Історія
З першого набору добровольців, не допущених до 14-ї гренадерської дивізії СС, було створено полки поліції СС з номерами 4, 5, 6, 7, 8. Вони призначалися для поліцейських операцій, тому добровольці проходили окрему військову підготовку, адаптовану до поліцейської служби, і мали форму допоміжної поліції. Формування цих підрозділів координувалося сформованим у Берліні штабом на чолі з полковником Шуцполіції Ріхардом Штаном. Основним завданням цих частин було забезпечення тилу німецької армії у Східній Галичині та інших окупованих територіях Європи, у тому числі й у Нідерландах та Франції  .
Полк із самого початку навчався у Німеччині, а потім у Нідерландах. Спочатку до його складу входили 1264 солдати та офіцери. Його командиром був штурмбанфюрер СС Зігфрід Бінц. Капеланом 4-го полку був Осип Карпінський  .
У середині лютого 1944 року полк дислокувався на лінії Золочів-Броди-Збараж, за кілька кілометрів від лінії фронту. Там він брав участь у антипартизанських операціях . У березні ними ж, за сприяння загону УПА, в домініканському монастирі села Підкамінь було знищено понад 250 поляків  .
У березні 1944 р. 4-й та 5-й полки галицької поліції були передані під командування СС та командира поліції у Кракові, який, незважаючи на накази та нагадування, віддав наказ на їх розформування лише у червні 1944 р. 22 квітня 1944 року Генріх Гіммлер наказав направити поліцейські полки на передові операції на Східному фронті, наказ не був виконаний поліцейським командуванням. Лише два батальйони (I та II) 4-го полку поліції СС боролися на фронті та були знищені у липні 1944 року під Бродами. За словами польського історика Гжегожа Мотики, у зв'язку з наступом Червоної Армії 3-го батальйону 4-го полку навесні 1944 року було відправлено на передову. Значна частина солдатів батальйону загинула в боях під Збаражем і Тернополем, а решта батальйонів не змогли взяти участь у битві при Бродах  .
Після поразки 14-ї дивізії в битві при Бродах в липні 1944 року вцілілі з поліцейських полків (включаючи залишки розбитого 4-го полку поліції СС) були включені до 14-ї гренадерської дивізії СС в рамках її реорганізації в таборі Нойхам.